# Henry Ayers
Pour les articles homonymes, voir Ayers.
Sir Henry Ayers, né le 1er mai 1821 et mort le 11 juin 1897, est le huitième Premier ministre d'Australie-Méridionale et son secrétaire en chef à cinq reprises, entre 1863 et 1877, ce qui constitue un nombre record. L'inselberg Ayers Rock a été nommé en son honneur, lors de sa découverte et de son ascension par William Gosse et Edwin S. Berry, en 1873,.

## Présentation
Henry Ayers est né sur l'île Portsea, à Portsmouth, dans le Hampshire, en Angleterre. Fils de William Ayers et d'Elizabeth Ayers (née Breakes), son père travaille sur le chantier naval de Portsmouth. Formé à la Beneficial Society's School de Portsea, il entre dans un cabinet d'avocats en 1832. Il émigre, en tant que charpentier, en Australie-Méridionale en 1840 avec sa femme, Anne (née Potts), comme un passager sans frais. 
Jusqu'en 1845, il travaille comme assistant juridique au bureau d'un avocat, puis il est nommé secrétaire des mines de Burra à l'Association des mines d'Australie-Méridionale. Henry Roach est son capitaine en chef et le responsable des opérations quotidiennes, de 1847 à 1867. En un an, la mine emploie plus de mille hommes. Il travaille sur cette mine pendant 50 ans, d'abord en tant que secrétaire, puis en tant que directeur général. Il devient riche grâce aux gisements de cuivre de Burra, alors appelé la « mine monstre », qui fera également la richesse de la colonie entière.

## Carrière politique
Le 9 mars 1857, il est élu au premier Conseil législatif d'Australie-Méridionale sous un gouvernement responsable et il devient le plus jeune membre élu. Il y reste sans interruption pendant plus de 36 ans. Pendant de nombreuses années la colonie d'Australie-Méridionale forme un électeur unique pour les élections législatives, et Ayers tient ce rôle à deux reprises en 1865 et en 1873. 
En mars 1863, il est choisi, avec deux autres personnes, comme représentant de l'Australie-Méridionale à la conférence intercoloniale sur les tarifs uniformes et les droits de douane intérieurs. Il a représente également la colonie à plusieurs autres conférences à partir de 1864 à 1877. Le 4 juillet 1863 il devient ministre sans portefeuille dans le premier cabinet de Dutton. Celui-ci démissionne 11 jours plus tard ; le Conseil ayant exigé qu'il ait un ministre exécutif pour représenter le gouvernement et Dutton refusa. Ayers forme alors le 15 juillet son premier gouvernement en tant que Premier ministre et secrétaire en chef de la colonie. La Chambre étant très divisée, il est presque impossible d'y travailler. Ayers reforme un gouvernement le 22 juillet 1864 mais échoue et démissionne le 4 août. 
Le gouvernement de Blyth (en) est alors créé et Ayers est nommé secrétaire en chef, mais le gouvernement tombe lors des élections générales et démissionne le 22 mars 1865. Quand Dutton forme son second gouvernement, Ayers est encore au poste de secrétaire en chef, et il le conserve lors de la création de son troisième gouvernement, le 20 septembre 1865, qui ne dure qu'un peu plus d'un mois. L'instabilité est chronique durant cette période puisqu'entre juillet 1863 et juillet 1873, soit une décennie, 18 gouvernements se succèdent. Ayers redevient Premier ministre quatre fois entre mai 1867 à juillet 1873. Il est secrétaire en chef du gouvernement à quatre autres reprises, notamment sous celui de Colton de juin 1876 à octobre 1877, son dernier mandat.
En 1881, il est élu président du Conseil législatif de l'Australie-Méridionale et, jusqu'en décembre 1893, s'acquitte de ses fonctions avec compétence, impartialité et courtoisie. Il meurt à Adélaïde le 11 juin 1897. Sa femme est morte en 1881 ; il laisse dans le deuil trois fils et une fille. Nommé CMG en 1870, puis chevalier KCMG en 1872, il est devenu GCMG en 1894.

## Héritage
Il fut un homme d'affaires très respecté. Outre ses intérêts miniers, il a tenu de nombreuses positions importantes et a été longtemps un membre et le président du conseil d'administration de la Savings Bank of South Australia (il a été réélu président quelques jours avant sa mort). Premier président de la South Australian Gas Company à partir de 1862, il fut aussi gouverneur du Jardin botanique d'Adélaïde dès 1862, président de la South Australian Old Colonists' Association, et longtemps membre du conseil de l'Université d'Adélaïde.
Il siégea au Parlement pendant un mandat ininterrompu de 37 ans : dans aucune autre colonie ou État australien un homme politique n'exerça autant d'influence ou a été dans autant de ministères alors qu'il était membre de la chambre haute. Il est cependant probable que si Ayers avait été à l'Assemblée législative, il aurait eu plus de contrôle sur les affaires, et ses cinq postes de premier ministre auraient été plus longs et plus fructueux. Il fut réputé pour être un bon orateur et administrateur ; un discours qu'il prononça sur les Difficultés des pionniers lors de la fondation de l'Australie-Méridionale a été publié sous forme de pamphlet en 1891.
Il habite à Ayers House de 1855 jusqu'à sa mort, transformant cette maison de neuf pièces en une grande demeure dans les années 1860. La plus jeune de ses enfants, Lucy, y est née. Pendant ses mandats, il utilise Ayers House pour les réunions du cabinet, les dîners parlementaires et les bals.

## Famille
Henry Ayers s'est marié à Anne Potts (1812 - 13 août 1881), à Alverstoke, vers 1839. Son épouse était la sœur du vigneron Frank Potts. Ils ont eu quatre fils et deux filles, :
- Frank Richman Ayers (1842 - 23 avril 1906)
- Henry « Harry » Lockett Ayers (1844-1905), qui épousa Ada Fisher Morphett (5 mai 1843-1939) le 1er octobre 1866
- Frederick « Fred » Ayers (1847 - 1er février 1897), qui épousa Evelyn Cameron Page le 8 novembre 1870. Il fut un membre éminent du Club de Jockey de l'Australie-Méridionale.
- Margaret Elizabeth Ayers (1848 - 19 septembre 1887), qui épousa Arthur Robert Lungley le 29 avril 1875
- Charles Coke Ayers (mort-né en 1850)
- Arthur Ernest Ayers (1852 - 2 avril 1921), qui épousa Barbara Agnes Milne le 30 avril 1878. Barbara était une fille du député William Milne.
- Lucy Josephine Ayers (1856 - 11 mai 1945), qui épousa John Bagot le 24 septembre 1878. John était un petit-fils de Charles Hervey Bagot.